# Enrique Dávila y Guzmán
Enrique Dávila y Guzmán (? - 1630) fue un noble, militar y hombre de estado español, I marqués de Povar, clavero de la orden de Alcántara, gentilhombre de cámara de Felipe II y Felipe III, capitán de la guardia española, embajador en Flandes y Francia, virrey de Valencia y presidente del Consejo de Órdenes.

## Biografía
Fue el segundo hijo del II marqués de las Navas Pedro Dávila y Córdoba y de Jerónima Enríquez de Guzmán, de la casa de los condes de Alba de Liste.
De su matrimonio con Catalina Enríquez de Ribera, hija del II marqués de Malpica Francisco de Ribera Barroso tuvo dos hijas:
- Jerónima, su sucesora en sus títulos nobiliarios, casada con Pedro Antonio de Aragón.[2]
- Juana, casada con Enrique de Zúñiga y Guzmán, I conde de Berantevilla y III marqués de Povar a la muerte de su cuñada Jerónima.[3]